# 大野志保
大野志保（おおの しほ）は日本の弁護士。第二東京弁護士会所属。ニューヨーク州弁護士。専門は行政争訟、労働法など。

## 人物
中学生の時に本で日本国憲法の制定過程に関与したベアテ・シロタ・ゴードンのエピソードを読み、法律に興味を持った。学生時代は、教育改革などの政策立案コンテストに携わっていた。母親は高校の教師。趣味は海外旅行。

## 略歴
- 2001年3月：桜蔭高等学校卒業。
- 2005年3月：東京大学法学部第1類（私法コース）卒業。
- 2006年10月：弁護士登録。
- 2011年：カリフォルニア大学バークレー校ロースクール修了。
- 2011年：Dewey & LeBoeuf 法律事務所にて執務（〜2012年）。
- 2012年：Winston & Strawn 法律事務所にて執務（〜2012年）。
- 2012年：ニューヨーク州弁護士登録。
- 2013年4月1日：東京大学法学部非常勤講師（民法）（〜2014年）。

## 著作

### 共編
- （（監修・共著）松井秀樹、池田和世、小田大輔、石川貴教、（共著）伊藤憲二、山川佳子）『管理者のためのコンプライアンス（改訂第12版）』（一般社団法人全国地方銀行協会地方銀行研修所、2021年4月）
- （（監修・共著）松井秀樹、小田大輔、石川貴教、（共著）池田和世、山川佳子）『管理者のためのコンプライアンス（改訂第12版）』（一般社団法人全国地方銀行協会地方銀行研修所、2021年4月）
- （伊藤憲二、渥美雅之、市川雅士、柿元將希）『独禁法訴訟（企業訴訟実務問題シリーズ）』（中央経済社、2017年4月）
- （伊藤憲二、宇都宮秀樹）『平成21年改正独占禁止法のポイント』（商事法務、2009年7月）